# Бен Халифа, Нассим
Нассим Бен Халифа (фр. Nassim Ben Khalifa, араб. نسيم بن خليفة‎, родился 13 января 1992, Пранжен, Швейцария) — швейцарский футболист, нападающий клуба «Санфречче Хиросима». Провёл 4 матча в составе сборной Швейцарии.

## Карьера

### Клубная
Свою карьеру Нассим Бен Халифа начал в футбольной школе клуба «Ньон». Затем, сменив ещё несколько академий, Нассим в 2008 году оказался в молодёжной команде «Грассхоппера». В 2010 году молодого футболиста за 1,5 млн евро купил немецкий «Вольфсбург». Закрепиться в составе «волков» Нассиму не удалось и последующие сезоны он отправлялся в аренду, сначала в «Нюрнберг», затем в «Янг Бойз», а с 2012 года Бен Халифа стал играть в составе «Грассхоппера». В 2013 году молодой футболист стал обладателем первого трофея, завоевав с «кузнечиками» Кубок Швейцарии.

### Сборная
Нассим Бен Халифа играл в юношеских сборных Швейцарии всех возрастов. На юношеском уровне главным достижением в карьере Нассима является победа на юношеском чемпионате мира 2009 года (U-17), причём по итогам турнира Бен Халифа получил серебряный мяч, уступив в борьбе за звание лучшего игрока только нигерийцу Сани Эммануэлю. Бен Халифа входил в расширенный список претендентов на поездку на чемпионат мира 2010 года, но в окончательную заявку ему не удалось попасть. 11 августа 2010 года Нассим дебютировал в составе национальной сборной Швейцарии в товарищеском матче против сборной Австрии. Бен Халифа вышел на замену на 71-й минуте, а матч закончился со счётом 1:0 в пользу швейцарцев.

## Достижения
«Грассхоппер»
- Обладатель Кубка Швейцарии (1): 2012/13

## Статистика выступлений
По состоянию на 09.06.2020
| Клуб             | Лига             | Сезон            | Лига | Лига | Кубки | Кубки | Еврокубки | Еврокубки | Итого | Итого |
| Клуб             | Лига             | Сезон            | Игры | Голы | Игры  | Голы  | Игры      | Голы      | Игры  | Голы  |
| ---------------- | ---------------- | ---------------- | ---- | ---- | ----- | ----- | --------- | --------- | ----- | ----- |
| Грассхоппер      | Суперлига        | 2008/09          | 3    | 0    | 0     | 0     | 0         | 0         | 3     | 0     |
| Грассхоппер      | Суперлига        | 2009/10          | 25   | 8    | 2     | 0     | 0         | 0         | 27    | 8     |
| Грассхоппер      | Суперлига        | 2012/13          | 33   | 6    | 3     | 0     | 0         | 0         | 36    | 6     |
| Грассхоппер      | Суперлига        | 2013/14          | 24   | 5    | 4     | 0     | 2         | 1         | 30    | 6     |
| Грассхоппер      | Суперлига        | 2014/15          | 25   | 1    | 3     | 0     | 0         | 0         | 28    | 1     |
| Грассхоппер      | Челлендж-лига    | 2019/20          | 21   | 9    | 3     | 5     | 0         | 0         | 24    | 14    |
| Грассхоппер      | Итого            | Итого            | 131  | 29   | 15    | 0     | 2         | 1         | 148   | 35    |
| Нюрнберг         | Бундеслига       | 2011             | 1    | 0    | 0     | 0     | 0         | 0         | 1     | 0     |
| Нюрнберг         | Итого            | Итого            | 1    | 0    | 0     | 0     | 0         | 0         | 1     | 0     |
| Янг Бойз         | Суперлига        | 2011/12          | 17   | 2    | 1     | 0     | 4         | 0         | 22    | 2     |
| Янг Бойз         | Итого            | Итого            | 17   | 2    | 1     | 0     | 4         | 0         | 22    | 2     |
| Эскишехирспор    | Суперлига        | 2015/16          | 11   | 0    | 1     | 0     | 0         | 0         | 12    | 0     |
| Эскишехирспор    | Итого            | Итого            | 11   | 0    | 1     | 0     | 0         | 0         | 12    | 0     |
| Мехелен          | Лига Жюпилер     | 2015/16          | 7    | 0    | 0     | 0     | 0         | 0         | 7     | 0     |
| Мехелен          | Итого            | Итого            | 7    | 0    | 0     | 0     | 0         | 0         | 7     | 0     |
| Лозанна          | Суперлига        | 2016/17          | 23   | 9    | 0     | 0     | 0         | 0         | 23    | 9     |
| Лозанна          | Итого            | Итого            | 23   | 9    | 0     | 0     | 0         | 0         | 23    | 9     |
| Санкт-Галлен     | Суперлига        | 2017/18          | 24   | 5    | 2     | 0     | 0         | 0         | 26    | 5     |
| Санкт-Галлен     | Суперлига        | 2018/19          | 11   | 0    | 2     | 0     | 2         | 0         | 15    | 0     |
| Санкт-Галлен     | Итого            | Итого            | 35   | 5    | 4     | 0     | 2         | 0         | 41    | 5     |
| Всего за карьеру | Всего за карьеру | Всего за карьеру | 225  | 45   | 21    | 5     | 8         | 1         | 254   | 51    |

| Матчи Нассима Бен Халифа за сборную Швейцарии | Матчи Нассима Бен Халифа за сборную Швейцарии | Матчи Нассима Бен Халифа за сборную Швейцарии | Матчи Нассима Бен Халифа за сборную Швейцарии | Матчи Нассима Бен Халифа за сборную Швейцарии | Матчи Нассима Бен Халифа за сборную Швейцарии | Матчи Нассима Бен Халифа за сборную Швейцарии | Матчи Нассима Бен Халифа за сборную Швейцарии |
| --------------------------------------------- | --------------------------------------------- | --------------------------------------------- | --------------------------------------------- | --------------------------------------------- | --------------------------------------------- | --------------------------------------------- | --------------------------------------------- |
| №                                             | Дата                                          | Место проведения                              | Оппонент                                      | Счёт                                          | Голы                                          | Минуты                                        | Соревнование                                  |
| 1                                             | 11 августа 2010                               | Клагенфурт                                    | Австрия                                       | 1:0                                           | —                                             | 20’                                           | Товарищеский матч                             |
| 2                                             | 17 ноября 2010                                | Ланси                                         | Украина                                       | 2:2                                           | —                                             | 15’                                           | Товарищеский матч                             |
| 3                                             | 6 сентября 2011                               | Базель                                        | Болгария                                      | 3:1                                           | —                                             | 1’                                            | Отборочный матч ЧЕ-2012                       |
| 4                                             | 14 ноября 2012                                | Сус                                           | Тунис                                         | 2:1                                           | —                                             | 19’                                           | Товарищеский матч                             |

Итог: 4 матча / 0 голов; 3 победы, 1 ничья, 0 поражений.